# Maurice O'Connor Drury
Maurice O'Connor Drury (3 juillet 1907 - 25 décembre 1976) est un psychiatre irlandais et disciple de Ludwig Wittgenstein né à Marlborough, Wiltshire en Angleterre.
Il grandit à Exeter, (Devon, Angleterre) où son père, Henry D'Olier Drury, qui a été professeur au Marlborough College, prend sa retraite.

## Éducation
Drury fait ses études à la Exeter Grammar School. Il étudie ensuite la philosophie au Trinity College de Cambridge. Parmi ses mentors figurent G. E. Moore, C. D. Broad et Ludwig Wittgenstein. Drury devient l'ami de Wittgenstein pendant de nombreuses années, jusqu'à la mort de ce dernier en 1951.
Après avoir obtenu son diplôme, Drury entre au collège théologique de Cambridge, à Westcott House, qu'il quitte au bout d'un an. Il s'inscrit ensuite à la faculté de médecine du Trinity College de Dublin et obtient son diplôme en 1939.

## Carrière médicale
Drury rejoint la Royal Army Medical Corps, servant en Égypte et prenant part au débarquement de Normandie. Après sa démobilisation, Drury travaille comme médecin à domicile dans un hôpital de Taunton. En 1947, il est nommé psychiatre résident au St Patrick's Hospital à Dublin. À partir de 1951, il travaille dans une maison de retraite filiale, St Edmundbury (Lucan, Dublin). Il enseigne la psychologie aux étudiants en médecine au Trinity College et au Collège royal de chirurgie en Irlande. Il est décrit comme se rapportant à son public étudiant comme « un homme assez intellectuel, qui parlait beaucoup et se rapportait à un public en tant qu'intellectuel ». En 1970, en raison de douleurs angineuses, il déménage dans une résidence privée à Dublin.

## Famille
Il épouse la matrone de l'hôpital St Patrick, Eileen Herbert, en 1951. L'un de ses enfants, Luke Drury, un physicien, est élu président de l'Académie royale d'Irlande en 2011. 
Son deuxième fils, Paul, est l'un des éditeurs de journaux les plus éminents d'Irlande, éditant The Star, Evening Herald, Irish Daily Mail et Ireland on Sunday. Il est également rédacteur en chef adjoint de l'Irish Independent. Il meurt en 2015.

## Œuvre
En 1973, Drury publie un recueil d’essais intitulé The danger of words. Ray Monk, biographe de Wittgenstein, écrit qu’« il reste peut-être, par son ton et ses thèmes, l’ouvrage le plus authentiquement wittgeinsteinien qu’aucun de ses disciples ait écrit ». Dans sa préface, Drury rappelle qu’il fut l’élève de Wittgenstein et que ce dernier – qui encourageait certains de ses élèves à se détourner de la philosophie universitaire afin d’exercer un autre métier – lui conseilla d’étudier la médecine :

« Dans mon propre cas, il me poussa à étudier la médecine, non que je ne devais pas faire usage de ce qu’il m’avait enseigné, mais plutôt que je ne devais jamais « cesser de penser ». J’avance donc, avec hésitation, ces essais comme illustration de l’influence que Wittgenstein a eue sur la pensée de quelqu’un qui était confronté à des problèmes qui présentaient une difficulté pratique immédiate aussi bien qu’une perplexité philosophique plus profonde sur laquelle se pencher. »

En 1976, « Some Notes on Conversations with Wittgenstein » est publié dans le volume 28 de Acta Philosophica Fennica, titré Essays in Honour of G. H. von Wright. Dans sa courte biographie de Wittgenstein, Wright conclut ainsi : « Je me suis parfois demandé si n’était pas cette multiplicité des résonances, sollicitant l’intérêt et résistant à une compréhension totale, qui serait le meilleur critère permettant de ranger une œuvre parmi les classiques ». Drury, partant de ces quelques « mots qui font réfléchir »,
« Conversations with Wittgenstein », plus long, est encore considéré comme un « brouillon » par Drury.
Dans ces deux textes – qui rassemblent donc les souvenirs de Drury – « il a voulu s’attacher à des aspects qui lui paraissaient importants et injustement sous-estimés »
Un volume rassemblant plusieurs de ses écrits est édité par John Hayes et publié par Bloomsbury en 2017. Ses papiers sont déposés à la bibliothèque du Mary Immaculate College Limerick.

## Philosophie
Drury a appliqué la « critique du langage » de Wittgenstein à la pratique de la médecine, et en particulier à la psychologie qui promettait le même contrôle sur l'esprit que la physique obtenait avec la matière.

## Publications
- The danger of words, 1973 (lire en ligne)
- The Danger of Words and Writings on Wittgenstein, 1996 (lire en ligne)
- [Drury 2002] Conversations avec Ludwig Wittgenstein  (édition et préface de Rush Rhees ; traduction et présentation de Jean-Pierre Cometti), Presses universitaires de France, 2002 (ISBN 2-13-051558-4).  — trad. fr de « Some Notes on Conversations with Wittgenstein » et « Conversations with Wittgenstein ».
- [Drury 2017] (en) The Selected Writings of Maurice O’Connor Drury: On Wittgenstein, Philosophy, Religion and Psychiatry  (édition et introduction de John Hayes; avant-propos de Ray Monk), Bloomsbury Publishing, 2017 (ISBN 978-1-4742-5638-4, lire en ligne).